# Hyles nicaea
Hyles nicaea är en fjärilsart som beskrevs av Ferdinand Ochsenheimer 1808. Hyles nicaea ingår i släktet Hyles och familjen svärmare. Inga underarter finns listade i Catalogue of Life.

## Beskrivning

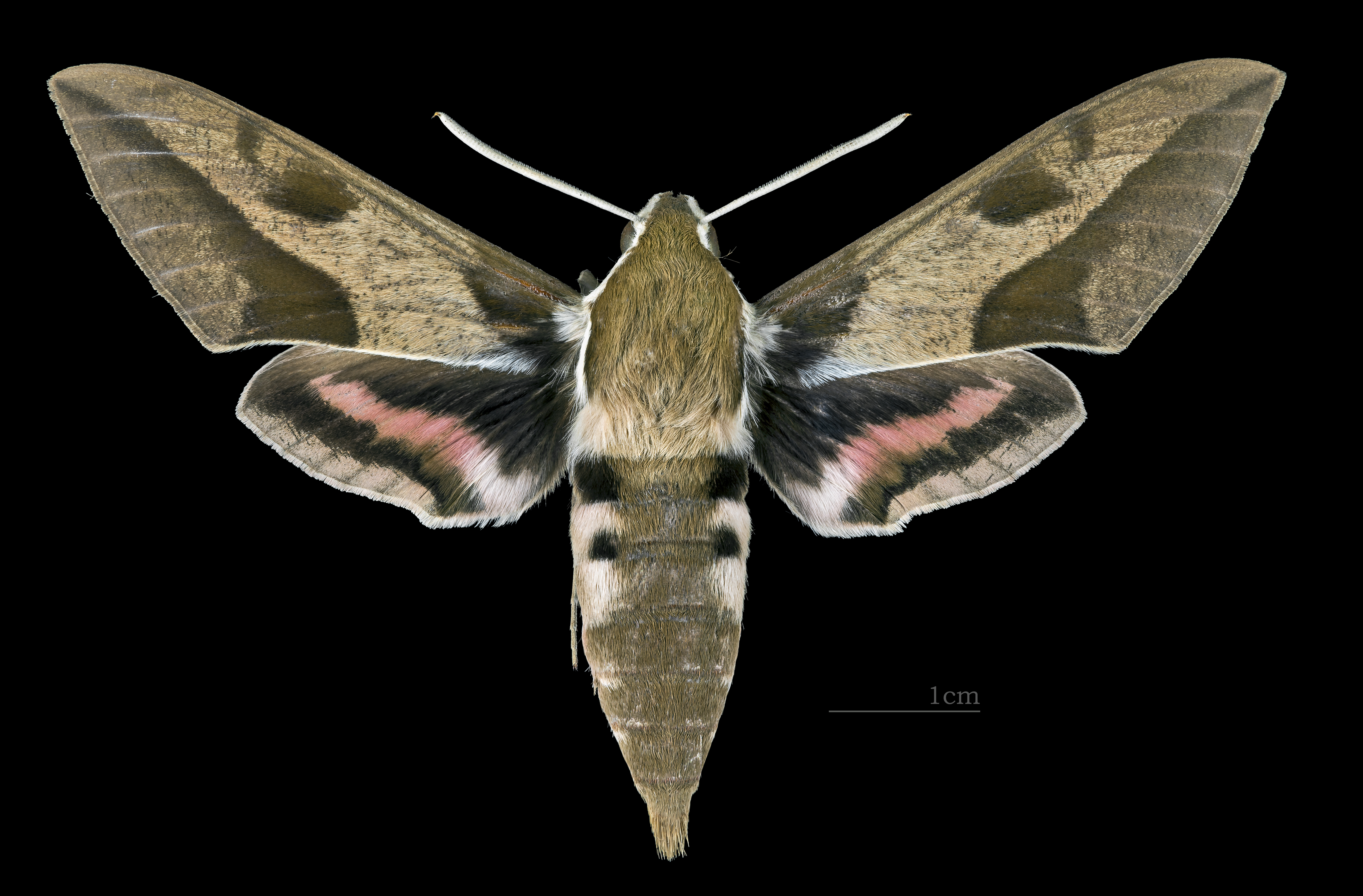
Hyles nicaea nicaea ♂
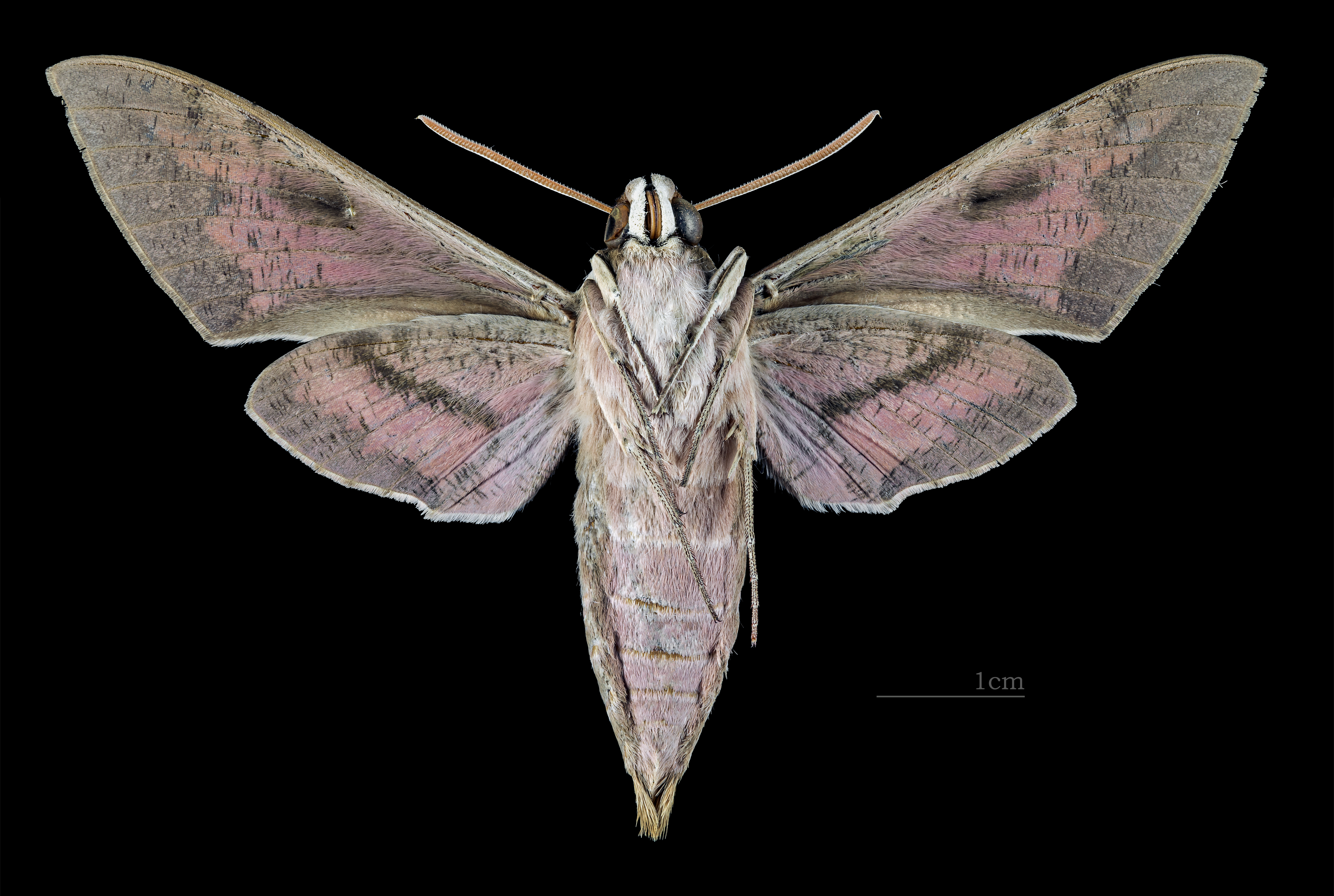
Hyles nicaea nicaea ♂   △
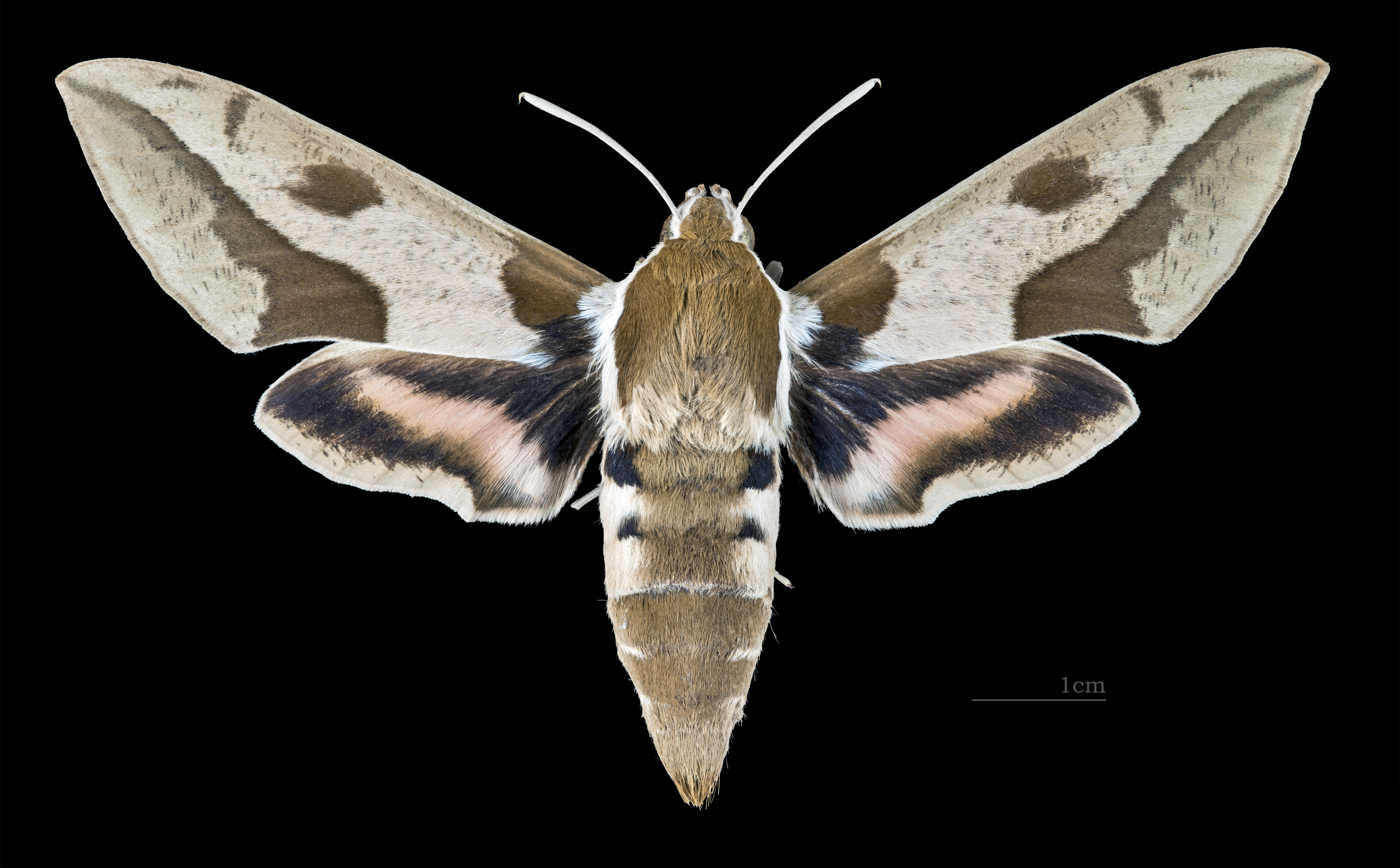
Hyles nicaea nicaea  ♀
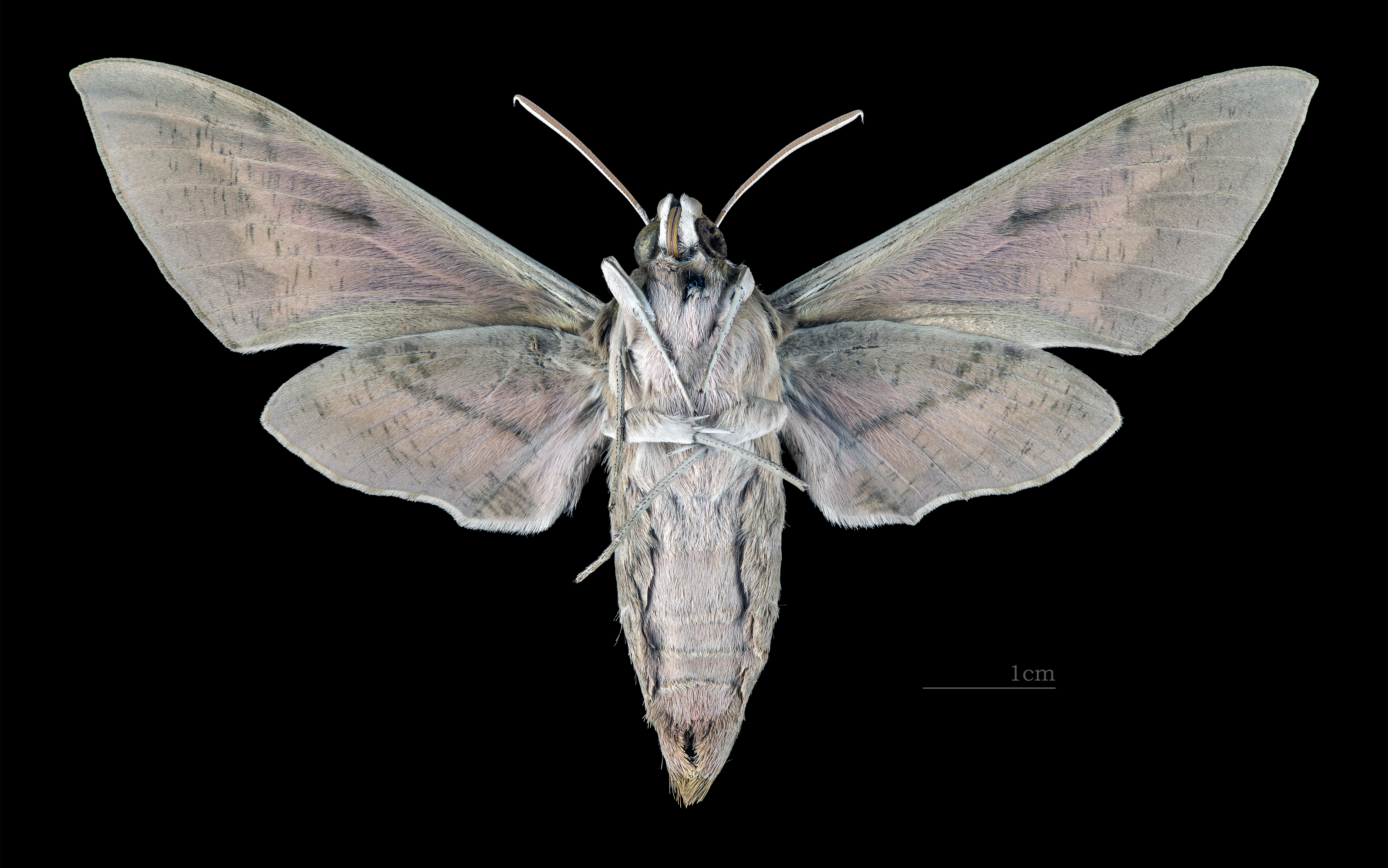
Hyles nicaea nicaea  ♀ △

## Bildgalleri

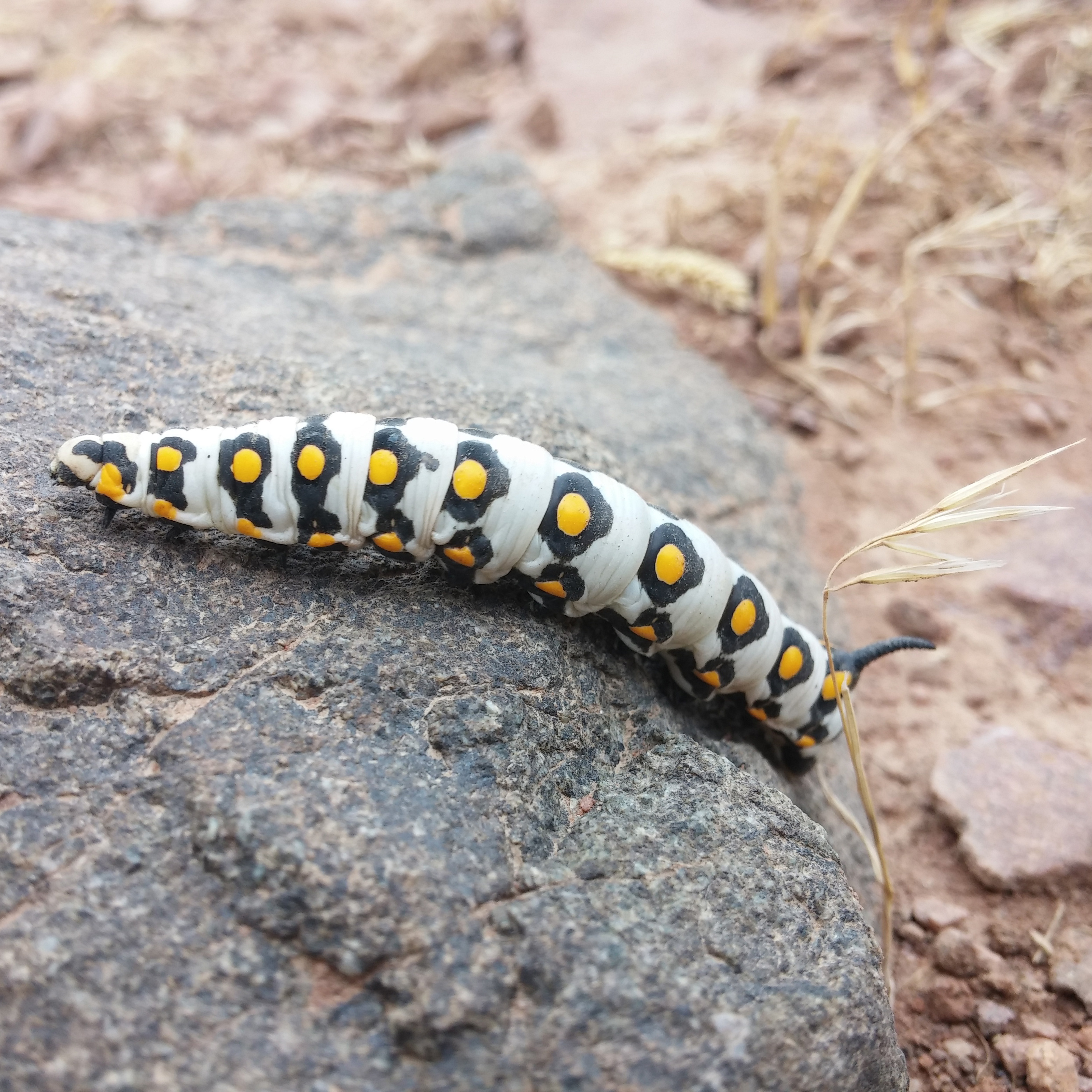
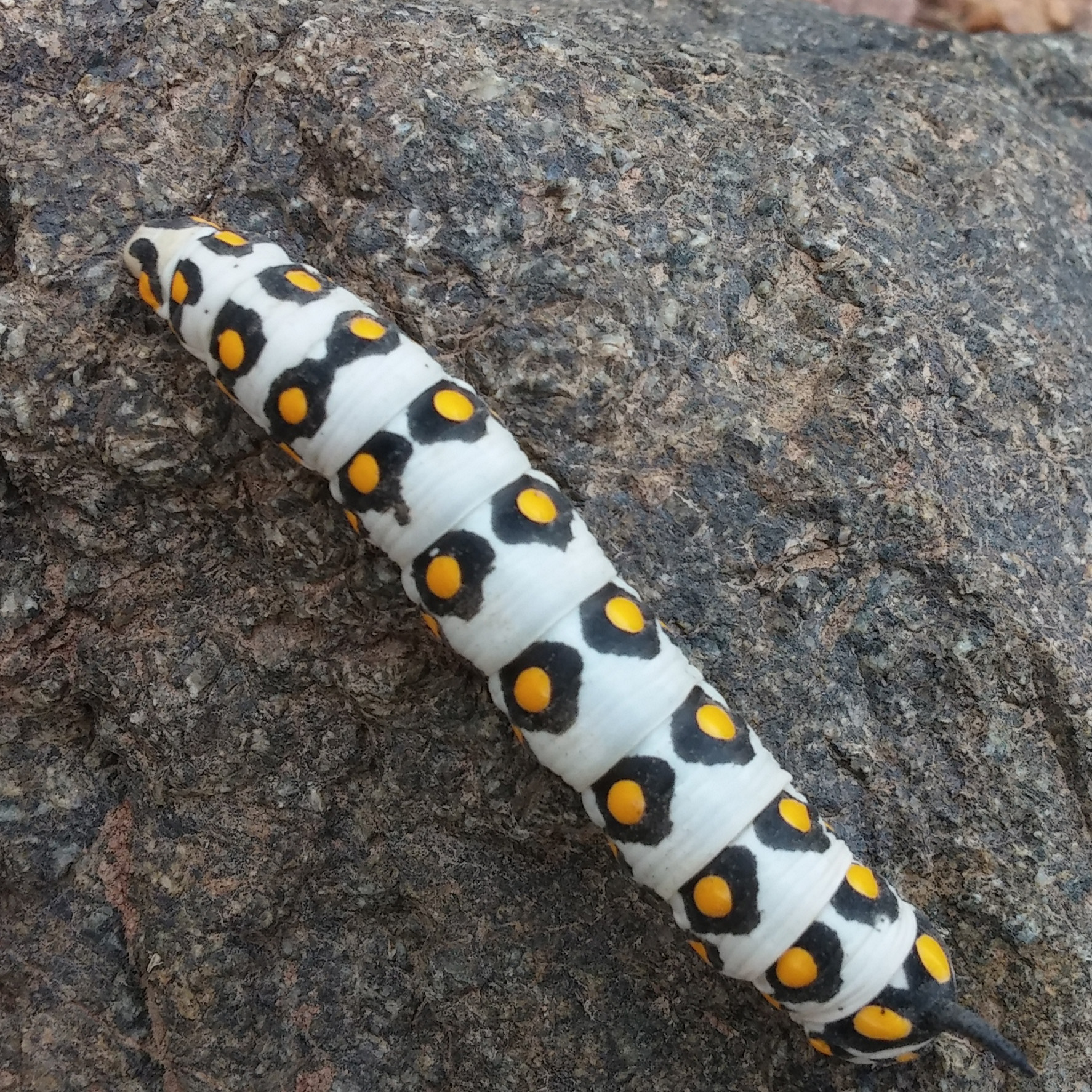